# Zelkova schneideriana
Zelkova schneideriana là một loài thực vật có hoa trong họ Ulmaceae. Loài này được Hand.-Mazz. miêu tả khoa học đầu tiên năm 1929.

## Hình ảnh

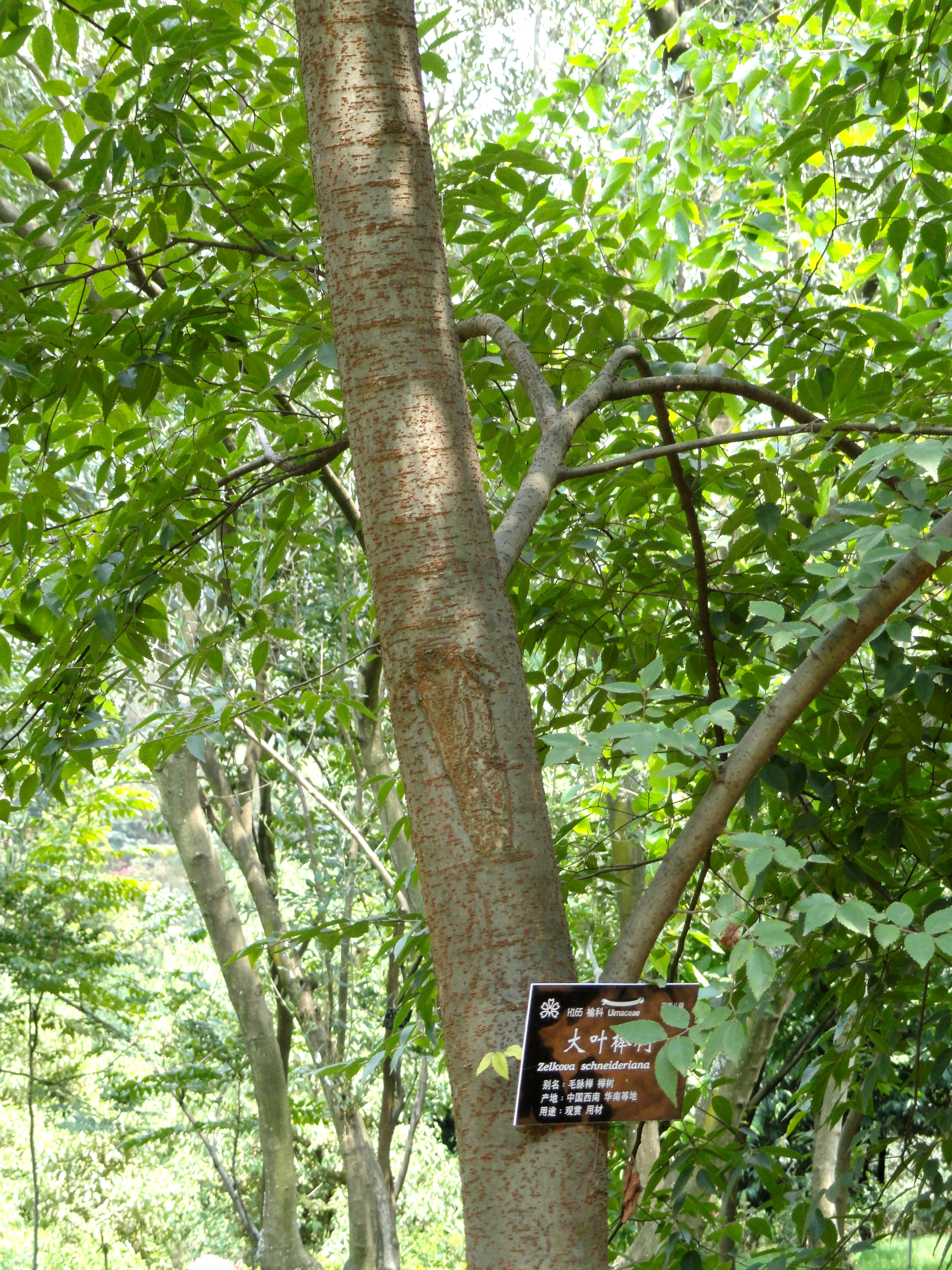
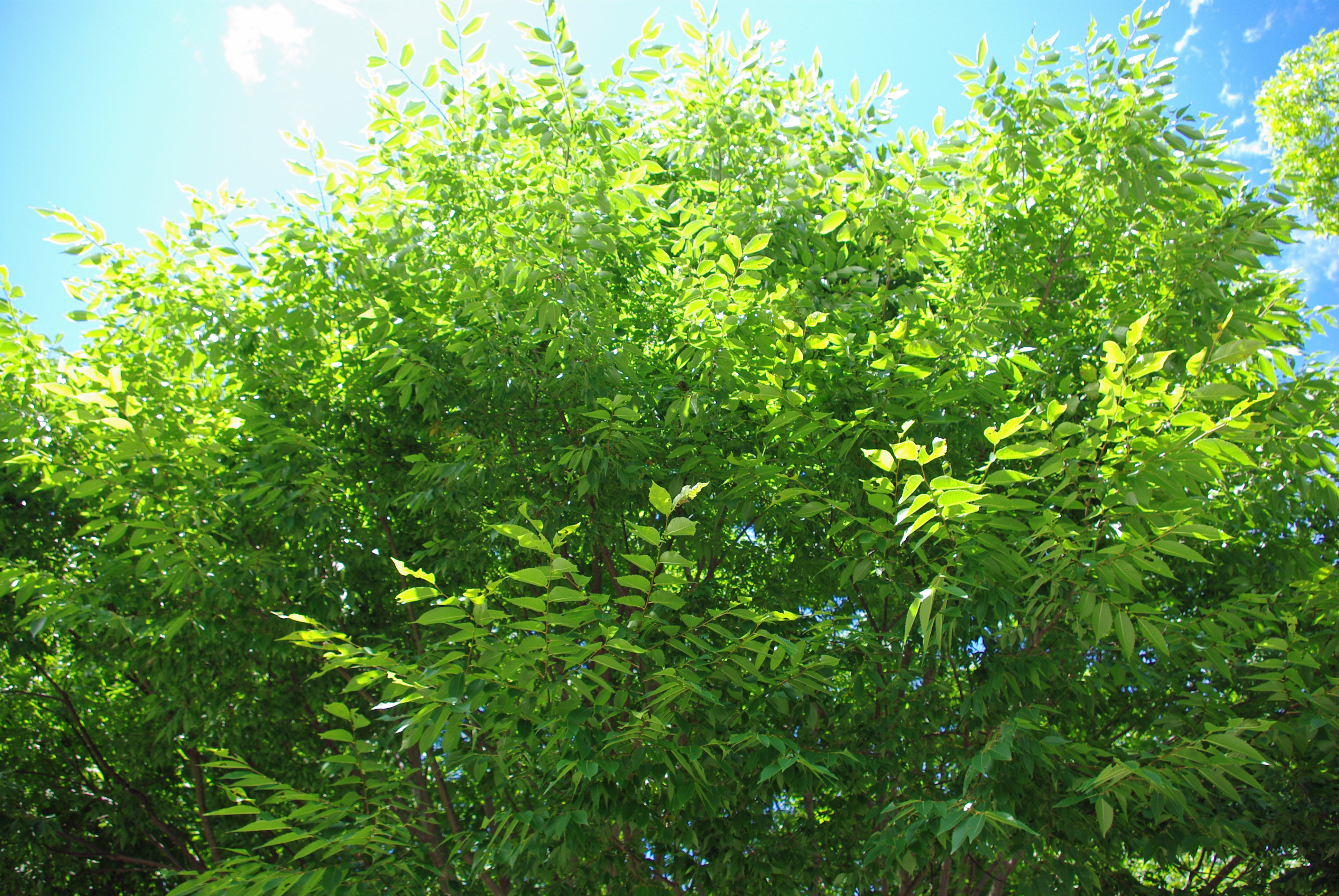
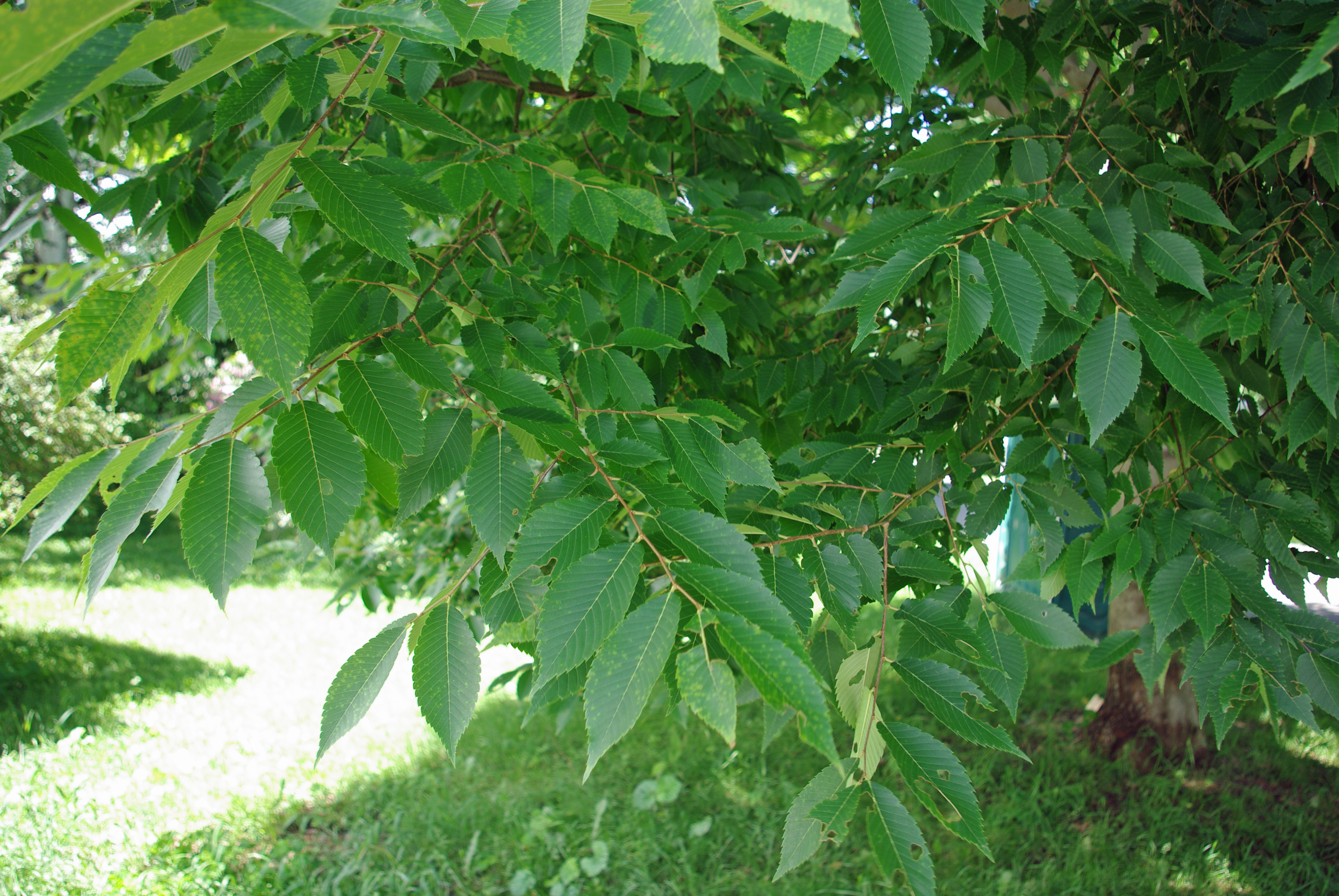
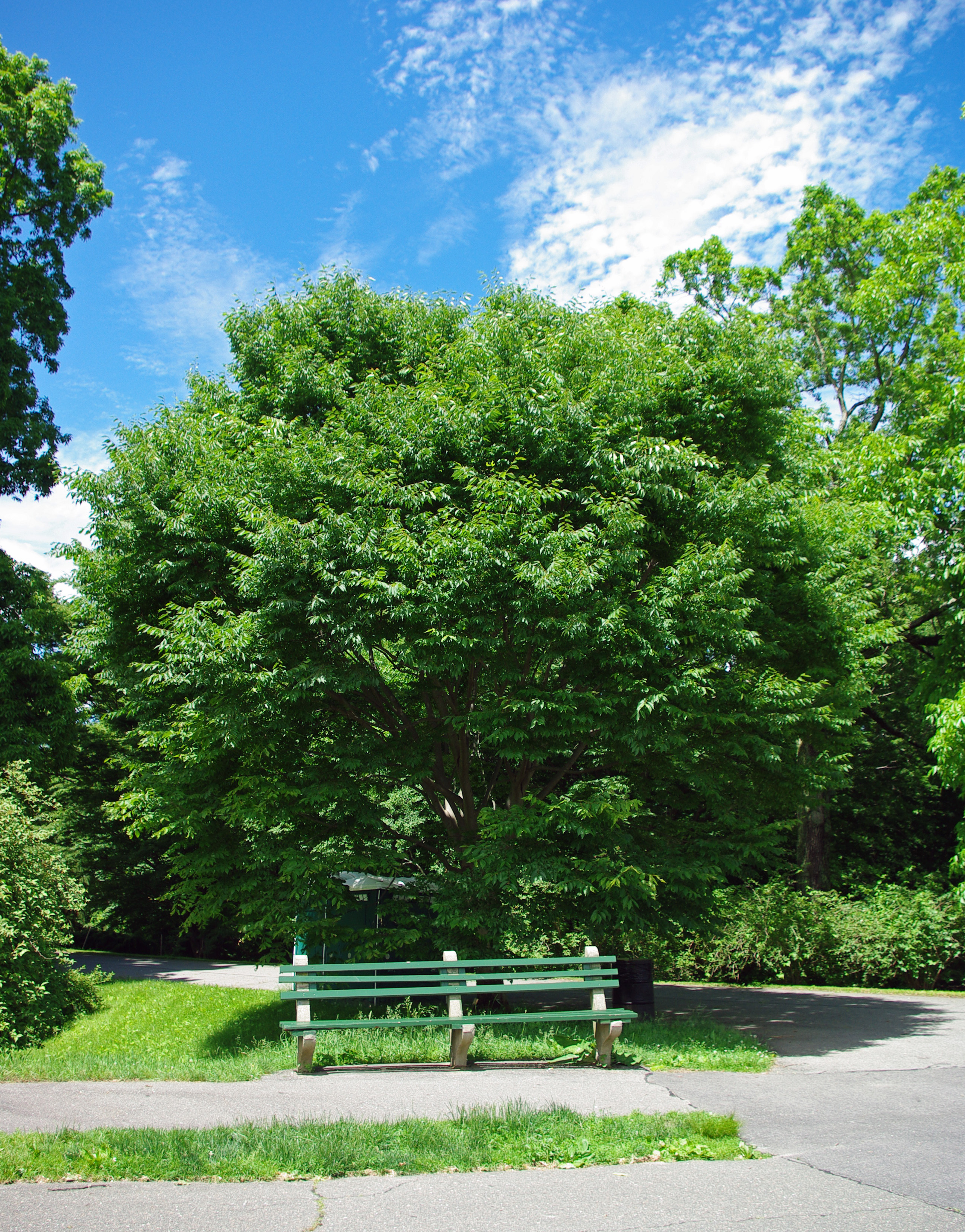